# Prix Ciné Roman Carte Noire
Le prix Ciné Roman Carte Noire est un prix littéraire français créé en 2001. Il récompense chaque année l'auteur d'un roman susceptible d'être adapté au cinéma. La cérémonie de remise du prix a lieu lors du Festival du Film de Paris.
Le prix Ciné Roman Carte Noire est sponsorisé par la marque de café Carte Noire, qui offre la somme de 15 000 euros au vainqueur.

## Jury
Une première sélection de romans est faite par un comité de lecture composé de journalistes en provenance de la presse écrite, de la télévision et de la radio. Les livres sélectionnés sont ensuite départagés par un jury composé de personnalité du cinéma.

## Historique
2004
La 4e édition du Prix s'est déroulée du 29 mars au 6 avril 2004 au cinéma Gaumont Marignan, et comptait sept livres en compétition. Le jury était présidé par Francis Huster.
2007
Pour la 7e édition du prix, Claude Lelouch a présidé le jury aux côtés de Catherine Jacob. La délibération finale s'est déroulée à l'hôtel Plaza Athénée le dimanche 25 mars 2007 et a consacré deux ex aequo : Philippe Pollet-Villard et François Vallejo.
2009
En 2009, le jury était présidé par André Dussollier et comptait, parmi les professionnels du cinéma : les actrices Clotilde Courau et Emmanuelle Devos, le scénariste Jacques Fieschi, la productrice Christine Gozlan, le réalisateur Philippe Lioret et l'agent artistique Élisabeth Tanner. L'actrice Anouk Aimée était présidente d’honneur. C'est l'écrivain Delphine Bertholon a été récompensée pour son roman Twist.

## Liste des lauréats
- 2004 - Laurence Cossé, Le 31 du mois d'août (Gallimard)
- 2005 - Catherine Guillebaud, La Fille du bar (Seuil)
- 2006 - Stéphane Audeguy, La Théorie des nuages (Gallimard)
- 2007 - Philippe Pollet-Villard, L'Homme qui marchait avec une balle dans la tête (Flammarion)
- 2007 - François Vallejo, Ouest (Viviane Hamy)
- 2008 - Frédéric Roux, L'Hiver indien (Grasset)
- 2009 - Delphine Bertholon, Twist (Jean-Claude Lattès)

## Prix Coup de Cœur du Public
Depuis 2007, un deuxième prix récompense l'œuvre préférée par le grand public : le prix Coup de Cœur du Public.
Les votes sont enregistrés sur Internet, via le site de Carte Noire (www.uncafenommedesir.com).
Le lauréat reçoit la somme de 5 000 euros, versés par Carte Noire.